# Магомеджанов Магомедалі Камільєвич
Магомедалі Камільєвич Магомеджанов (рос. Магомедали Камильевич Магомеджанов; 1 січня 1967, Дагестанська АРСР, РРФСР — 14 лютого 2024, Севастополь, Україна) — російський офіцер, полковник ЗС РФ. Герой Російської Федерації.

## Біографія
П'ятий з шести дітей в сім вчителів. В 1982 році закінчив 8 класів середньої школи, після чого вступив в технікум в Рязані. В 1985 році призваний в радянську армію, менш ніж через рік став заступником командира взводу розвідувального батальйону. В 1986/91 роках навчався в Рязанському повітрянодесантному командному училищі, після чого був призначений в 61-шу окрему бригаду морської піхоти в Спутніку. Служив командиром взводу морської піхоти, з 1993 року — командиром десантно-штурмової роти 876-го окремого десантно-штурмового батальйону. Надалі служив на командних посадах в частинах морської піхоти, в тому числі в 177-му окремому полку морської піхоти в Каспійську. Учасник Першої і Другої чеченських війн. Навчався в Загальновійськовій академії ЗС РФ, після чого в 2008-2010 роках був командиром 61-ї окремої бригади (з 2009 року — полку) морської піхоти. Учасник інтервенції в Сирію.
З 2022 року у складі берегових військ ВМФ РФ брав участь у вторгненні в Україну. В 2023 році призначений заступником командувача 18-ю загальновійськовою армією в Сімферополі. 13 лютого 2024 року був важко поранений під час боїв в районі міста Олешки і наступного дня помер у шпиталі. 17 лютого 2024 року був похований в селі Хлют в Дагестані.

## Нагороди
Отримав численні нагороди, серед яких:
- Орден «За військові заслуги» (2000)
- Медаль ордена «За заслуги перед Вітчизною»
  - 2-го ступеня з мечами (2002)
  - 1-го ступеня з мечами — нагороджений двчі (вперше в 2004).
- Медаль «За відвагу»
- Медаль Суворова
- Медаль Жукова
- Медаль «за військову доблесть» 2-го і 1-го ступеня
- Медаль «Учаснику військової операції в Сирії»
- Звання «Герой Російської Федерації» (16 квітня 2024, посмертно) — «за мужність і героїзм, проявлені під час виконання військового обов'язку.» 15 травня медаль «Золота зірка» була передана рідним Магомеджанова.